# 新闻报 (葡萄牙)
《新闻报》（葡萄牙語：Jornal de Notícias，简称JN，葡萄牙語發音：[ʒoɾˈnaɫ ðɨ nuˈti.sjɐʃ]）是葡萄牙的一份全国性日报，是葡萄牙最古老的报纸之一。

## 历史和简介
新闻报于1888年6月21日在波尔图创刊。 它是安哥拉殖民统治期间出版的两份葡萄牙报纸之一。 另一份是 。  新闻报自创刊以来一直很受读者欢迎，康乃馨革命尤甚。
在康乃馨革命之后， 新闻报收归国有，1990年代早期转为私有。 后和新闻日报一起出售给了Lusomundo集团。   2005年，Controlinveste 集团收购了这两份报纸。 两份报纸现在都归Global Media Group所有（2015年之前名叫Controlinvesta Media）。  
1995年，新闻报建立网站，是葡萄牙报纸中最早提供在线版的两份报纸之一。 自从1990年代后期，该报提供为了留住和并吸引新读者，有时会提供各种各样的小礼品，如适于收藏的连载小说和餐具等。
新闻报有四个版本：National、Centre、Minho 和 South。现任主编是多明戈斯·德·安德拉德（Domingos de Andrade）。 

## 发行
新闻报在2000年1月至9月期间的发行量为108,000份。 2003 年1月至2003年3月期间，该报纸的发行量为109,000份。  2003全年该报纸的平均发行量为102,000份，是葡萄牙全国第二大畅销报纸。 
2005年的发行量为100,188份。 2007 年发行量达92,000份，是当年葡萄牙第二大畅销报纸。  2013 年9月至10月期间，该报纸售出65,403份。 

## 专栏和副刊

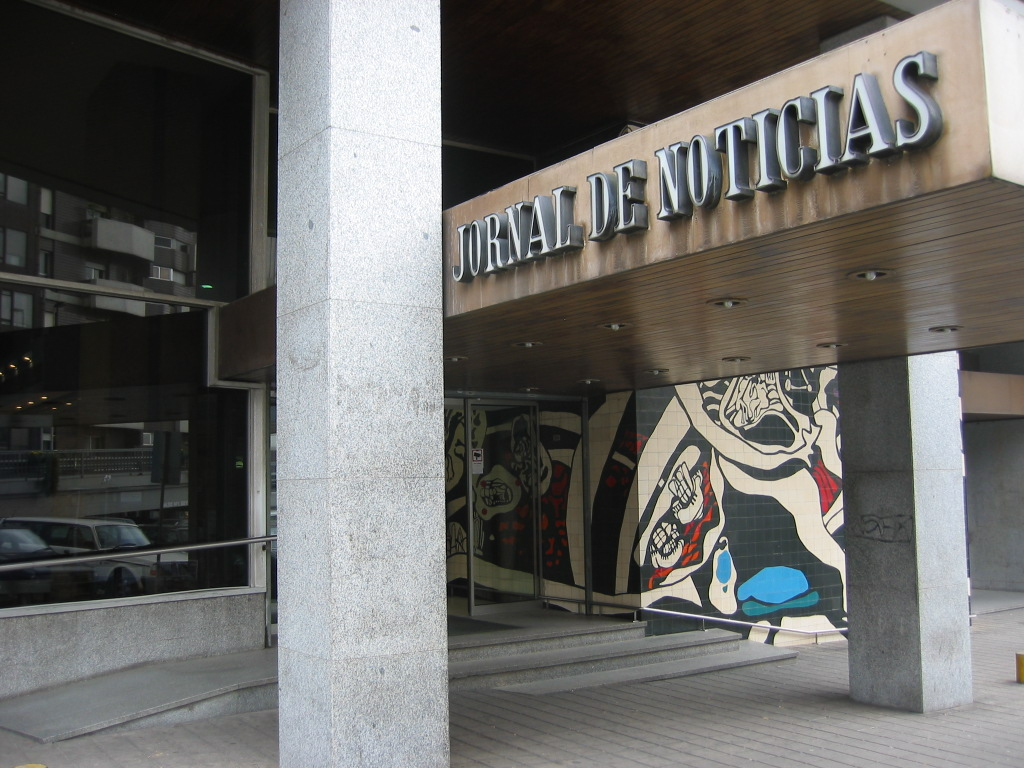
波尔图《新闻报》大楼入口

- 新闻杂志副刊或 NM（每周日）
- 新闻周六副刊或 NS（每周六）
- TV或 NTV 新闻副刊（每周五）
- 新闻报分类广告副刊（每日）
- 新闻报商业增刊（每周五）
- 运动副刊（每日）